# Опря Ігор Васильович
Ігор Васильович Опря (рум. Igor Oprea; нар. 5 жовтня 1969, Кишинів, СРСР) — радянський і молдавський футболіст. Виступав на позиції півзахисника. Був гравцем збірної Молдови з 1992 по 2001 рік.

## Кар'єра

### Клубна
Ігор Опря почав займатися футболом з восьми років. Є вихованцем Республіканської школи футболу (тренер — Володимир Благодаров). З 1985 по 1987 рік тренувався в центрі підготовки олімпійських резервів. У 1988 році зіграв 11 матчів за «Зарю» з Бєльц у другій лізі чемпіонату СРСР. Потім півзахисник кілька років не грав на серйозному рівні, навчаючись в Кишинівському педагогічному інституті.
У 1992 році Опря у складі «Тилігулу» взяв участь у першому чемпіонаті Молдови. За команду з Тирасполя футболіст виступав до 1996 року та тричі ставав у її складі володарем національного кубка.
У 1996 році Ігор Опря перейшов в «Зімбру», найтитулованіший на той момент футбольний клуб Молдови. За шість років виступів за столичну команду півзахисник чотири рази вигравав чемпіонат країни. У 2000 році футболіст взяв участь в кубку Співдружності, де його команда дійшла до фіналу.
У 2002 році Опря став гравцем одеського «Чорноморця», який виступав у той час у Першій лізі чемпіонату України. За підсумками сезону 2001/02 на рахунку футболіста було 16 зіграних матчів, 1 забитий гол, а одеський клуб завоював підвищення в класі. Відігравши половину наступного сезону у Вищому українському дивізіоні, Опря Ігор повернувся в «Зімбру», де і завершив кар'єру через два роки.

### У збірній
Опря дебютував у збірній Молдови 20 травня 1992 року в товариському матчі з командою Литви.
20 серпня того ж року півзахисник забив перший гол за національну команду (у ворота Судану).
У складі збірної Опря брав участь у відбірних турнірах до чемпіонатів Європи 1996 (9 матчів, 1 гол) та 2000 (6 матчів, 2 голи) років, а також — до чемпіонату світу 2002 року (4 матчі).
Ігор є автором першого голу в історії збірної Молдови, забитого в офіційних матчах. 7 вересня 1994 року в рамках відбіркового турніру на чемпіонат Європи 1996 року в гостьовому матчі проти Грузії Ігор відзначився на 40-й хвилині і приніс своїй команді першу історичну перемогу в офіційних матчах.
Востаннє футболіст зіграв за національну команду 15 серпня 2001 року в товариському матчі з португальцями.

## Подальша робота
По завершенні ігрової кар'єри отримав тренерську ліцензію «А» УЄФА. Закінчив мастерат в Державному університеті фізичної культури і спорту (спеціальність — менеджер спорту). Був тренером команди «Зімбру-2» (2004—2004), «Рапід» (Гидигич) (2004—2005), збірної Молдови U-21 (2005—2007) та U-19 (2006—2007).
У 2009—2011 роках був головним тренером «Мілсамі».
З 2011 року став генеральним директором «Зімбру».

## Особисте життя
Одружений, має сина Ігоря.

## Досягнення
Тилігул
- Віце-чемпіон Молдови (4): 1992, 1992/93, 1993/94, 1994/95
- Володар кубка Молдови (3): 1992/93, 1993/94, 1994/95
- Фіналіст кубка Молдови (2): 1992, 1995/96

 Зімбру
- Чемпіон Молдови (4): 1995/96, 1997/98, 1998/99, 1999/2000
- Віце-чемпіон Молдови (3): 1996/97, 2000/01, 2002/03
- Третє місце в чемпіонаті Молдови (2): 2000
- Володар кубка Молдови (3): 1996/97, 1997/98, 2003/04
- Фіналіст кубка Молдови (1): 1999/2000
- Фіналіст Кубка Співдружності (1): 2000

 Чорноморець
- Віце-чемпіон Першої ліги (1): 2001/02